# Discover Card
Discover est une marque de carte de paiement émise principalement aux États-Unis. La plupart des cartes de la marque Discover sont émises par la Discover Bank, anciennement la Greenwood Trust Company.
Discover est la quatrième marque de carte de crédit aux États-Unis, derrière Visa, MasterCard et American Express.
En fin 2021, le nombre total de titulaires de cartes Discover, tous pays réunis, était d'environ 270 millions.
La Discover Bank est aussi propriétaire de la marque Diner's Club International, qui avait été la première société à diffuser une carte de crédit, sous forme papier, en 1950 qui était au départ limitée aux Etats-Unis.   